# Takanori Nakajima
Takanori Nakajima (jap. 中島 崇典 Nakajima Takanori; ur. 9 lutego 1984) – japoński piłkarz występujący na pozycji napastnika.

## Kariera klubowa
Od 2002 do 2016 roku występował w klubach Shonan Bellmare, Yokohama FC, Avispa Fukuoka, Kashiwa Reysol i Gainare Tottori.